# Hawkeye
Hawkeye je izmišljeni superheroj koji se pojavljuje u američkim stripovima koje je objavio Marvel Comics. Stvorili su ga pisac Stan Lee i umjetnik Don Heck, lik se prvi put pojavio kao negativac u Tales of Suspense # 57 (rujan 1964), a kasnije se pridružio Avengers in The Avengers # 16 (svibanj 1965.). Od tada je bio istaknuti član tima. On je također rangiran na # 44 na IGN's Top 100 Comic Book Heroes listu.
Jeremy Renner glumi Hawkeyea u franšizi Marvel Cinematic Universeu, zajedničkom fiktivnom svemiru koji je uspostavio Marvel Studios. Renner je prvi put nastupio u filmu Thor (2011.), a kasnije je igrao veću ulogu u Osvetnici (2012.), Osvetnici: Vladavina Ultrona (2015.), Kapetan Amerika: Građanski rat (2016.), Osvetnici: Rat beskonačnosti (2018.), Osvetnici: Završnica (2019.), te televizijskoj seriji Hawkeye (2021.).